# Loxodonta africana
Elefantul african de tufiș (Loxodonta africana) este o specie de elefant din familia Elephantidae, ordinul Proboscidea, și cea mai mare din cele două specii de elefant african.